# Споживчі властивості товарів
Розрізняють такі основні споживчі характеристики товару:
Функціональна властивість — це споживна властивість, що обумовлює використання товару за його призначенням. Вони є найважливішими при оцінці якості товарів. 
Надійність товару — це споживна властивість товару зберігати в часі в установлених межах значення показників функціонувальних властивостей відповідно до заданих режимів і умов технічного обслуговування, ремонту транспортування.
Довговічність — споживна властивість виконувати потрібні функції до переходу в граничний стан при встановленні в системі технічного обслуговування.
Ремонтоздатність — здатність товарів відновлювати свої властивості шляхом профілактичного огляду і ремонту та технічного обслуговування.
Збережність — це властивість виробів зберігати певний час кількісні і якісні показники, що забезпечують їх використання за призначенням.
Ергономічні властивості товару — забезпечують зручність і комфорт споживання чи експлуатації товару.
Гігіенічні властивості характеризують умови що впливають на організм і працездатність людини, при експлуатації виробів.
Антропометричні властивості характеризують відповідність конструкції виробу і його елементів формі і масі тіла людини, що забезпечує комфорт.
Психологічні властивості — це здатність товарів забезпечувати при споживанні відповідність виробів, прийняттю мислення та навичок людини.
Психофізіологічні властивості — властивості товарів, що комплексно задовольняють як психологічні, так і фізіологічні потреби, створюючи відчуття комфорту.
Естетичні — це споживні властивості, які виявляються у чуттєво-сприятливих ознаках форми, задовольняє естетичні потреби людини.
Інформаційна виразність — здатність виробу через особливості форми відображати соціально-естетичні уявлення.
Раціональність — форми полягають в єдності форми і змісту виявленні її відповідності умовам виробництва та експлуатація відбиття функціонально-кунструкторських суттевиробів.
Досконалість виробничого виховання та товарного вигляду характеризує чистоту виконання контурів окремих елементів виробу, захисні покриття.
Екологічні властивості — рівень шкідливості,я який здійснюють товари на середовище при її експлуатації чи споживанні.
Хімічна небезпека — це відсутність недопустимого ризику здоров'ю, життю людини, та її майну, що може бути нанесено токсичними речовинами.
Пожежна має важливе значення при оцінюванні якості виробів використанні, яких пов'язане із застосуванням легкозаймистих та спалимих матеріалів.
Радіаційна — це відсутність неприпустимого ризику, який може бути завданий життю чи здоров'ю людини, радіоактивними елементами або іонами які випромінюются з цих елементів.
Механічна характеризує захист людини, її майна від різних механічних дій, ударів, тертя, проколів у процесі експлуатації.